# Filipe I de Castela
Filipe de Habsburgo, cognominado o Belo (Bruges, 22 de julho de 1478 — Burgos, 25 de setembro de 1506) foi conde da Flandres, duque de Brabante, conde da Borgonha e rei de Castela iure uxoris.

## Biografia

### Primeiros anos
Filho do Imperador Romano-Germânico Maximiliano I e de Maria, Duquesa da Borgonha, nasceu durante o reinado de seu avô Frederico III. Era o herdeiro do Sacro Império Romano-Germânico (que de fato, nunca chegou a herdar) e, por parte de sua mãe, herdeiro da maior parte do ducado da Borgonha e da região dos Países Baixos como Filipe IV.
Em 1482, após a morte de sua mãe, ele conseguiu o ducado da Borgonha sob a tutela de seu pai. Um período de turbulência se seguiu que testemunhou hostilidades esporádicas entre, principalmente, as grandes cidades da Flandres (especialmente Gante e Bruges) e os partidários de Maximiliano.
Durante este interregno, Filipe ficou preso em eventos e até foi brevemente sequestrado em Bruges, como parte da campanha flamenga para apoiar as suas reivindicações de maior autonomia, que arrancara de Maria um acordo conhecido como o grande privilégio de 1477. Até o início da década de 1490, nem o apoio da França para as cidades da Flandres, nem o apoio imperial do avô de Filipe, o imperador Frederico III comprovou-se decisivo. Os dois lados chegaram a um acordo no Tratado de Senlis, em 1493, quando o imperador Frederico morreu e o pai de Filipe tornou-se o novo imperador. Estas lutas internas suavizadas pelo poder que os dois lados concordaram em fazer no décimo quinto aniversário de Filipe no ano seguinte.

### Casamento

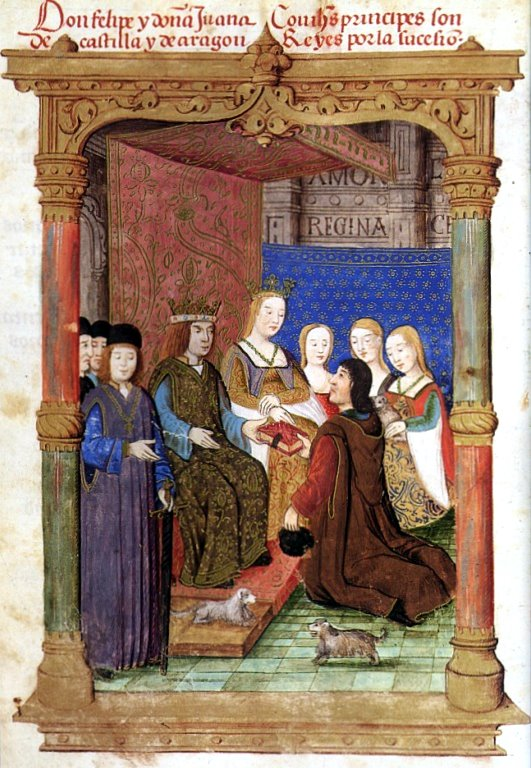
Felipe e Joana

Ao se casar com a infanta Joana de Castela, filha dos Reis Católicos (Fernando II de Aragão e Isabel I de Castela), tornou-se o primeiro membro da casa de Habsburgo a ser rei de Castela. Pela morte de Isabel (1504), Joana herda o trono de Castela, tornando-se Joana I de Castela. Todavia, devido à sua instabilidade mental, a regência foi entregue ao marido, Filipe, que assim se tornou, pouco tempo antes de sua morte, o primeiro monarca Habsburgo da Espanha.

### Morte
Filipe morreu repentinamente em Burgos, aparentemente de febre tifoide, em 25 de setembro de 1506, apesar de um envenenamento (assassinato) ser amplamente falado na época, e é o que sua mulher acreditava ser. Sua esposa supostamente se recusou a permitir que o seu corpo fosse enterrado por um tempo. Filipe está sepultado na Capela Real de Granada, ao lado de sua esposa, e seus sogros Isabel I e Fernando II. Nunca chegaria a se tornar Imperador Romano-Germânico, pois morreu antes do pai. Porém seu filho, Carlos V acabaria por reunir os legados dos Habsburgo, da Borgonha, de Castela e de Aragão.

## Casamento e descendência
Filipe e Joana se casaram em Lier, em 21 de outubro de 1496. Tiveram seis filhos:
- Leonor da Áustria, foi a primogênita, casada com o rei Manuel I o Venturoso de Portugal e, depois de enviuvar, com Francisco I de França
- Carlos V, Imperador Romano-Germânico e Rei da Espanha como Carlos I;
- Isabel da Áustria, casada com Cristiano II da Dinamarca
- Fernando I, Imperador Romano-Germânico
- Maria da Áustria, casada com Luís II da Hungria, também rei da Boêmia. Depois de enviuvar, foi regente dos Países Baixos
- Catarina da Áustria foi póstuma, casada com João III de Portugal. Por morte de João, tornou-se regente de Portugal, já que o rei D. Sebastião, seu neto, era ainda uma criança.